# Paraschiva Iubu
Paraschiva Iubu (n. 13 august 1920 – d. 5 septembrie 2011, București, România) cunoscută și sub numele de Coca Iubu, a fost o arhitectă de origine română, cu o activitate bogată în perioada anilor 1960-1970, cunocută în special pentru lucrările executate în colaborare cu arhitectul Octav Doicescu, cel mai important proiect fiind Opera Natională din București.

## Biografie
A absolvit liceul de fete din Câmpulung-Muscel. Pasionată de matematică și având înclinații spre desen și culoare, a decis să dea examenul de admitere la facultatea de Arhitectură „Ion Mincu”, București, neavând o pregatire în prealabil dar fiind conștientă și dornică să descopere această profesie. 
A urmat cursurile facultății de arhitectură București între 1939 și 1944. Perioada studiilor a fost destul de intensă atât din punct de vedere al pregătirii profesionale cât și al consecințelor desfășurării celui de-al Doilea Război Mondial.

## Activitate
Între 1944 și 1947 a lucrat în cadrul Antreprizei Pragher, la Furnicoși, la Antrepriza de Construcții Drogeanu, la Spitalul Filantropia (un pavilion nou) și la centrul aviatic din Pădurea Băneasa unde a elaborat atașamente de supraveghere a lucrărilor. 
În 1947, la 3 ani de la terminarea facultății, a prezentat și obținut diploma de arhitect. Tot în același an s-a angajat în cadrul organizației „Liga contra TBC” ca șef al serviciului tehnic. Activitatea principală a constat în inventarierea necesităților urgente survenite în urma degradărilor sanatoriilor TBC în timpul războiului, realizând vizite în Moldova, Ardeal și Muntenia, la Moroieni. 
În 1948 a avut șansa să fie acceptată în colectivul de arhitecți care urmau să realizeze construirea Teatrului de Operă și Balet, construcție care urma să înlocuiască Teatrul Național distrus de bombardamente. 
Între 1948 și 1953 a lucrat alături de arhitectul Octav Doicescu la redactarea și finalizarea proiectului.
A continuat să lucreze în cadrul primului institut de proiectare care la finalul anului 1952 a devenit Institutul Proiect Bucuresti (IPB). 
În cadrul noului institut, în anul 1955, a realizat primul proiect personal: extinderea Teatrului de Operă și Balet prin aripile laterale care cuprindeau sălile de repetiții pentru actori și balerini, atelierele pentru confecționarea costumelor, decorurilor, etc. Proiectul a fost completat prin dezvoltarea frontului pieței Operei către Facultatea de Drept, prin clădirea căminului studențesc al acesteia. 
În perioada 1966-1976 a participat la proiectarea Institutului Politehnic București prin colectivul de proiectare condus tot de arhitectul Octav Doicescu. A răspuns de execuția și proiectarea celor trei corpuri de clădiri ale facultății de mecanică și ale facultății de electrotehnică.
În paralel cu activitatea de proiectare, a lucrat ca asistent și lector în învățământ până în momentul în care a devenit obligatorie alegerea unei singure activități.

## Lucrări
- Teatrul de Operă și Balet, București, realizat între 1951-1953;[2]
- Bloc Sala Dalles în perioada completării spațiilor dintre calcane pe Bulevardul Magheru, proiect sub conducerea arhitectului Octav Doicescu, realizat la începutul anilor '60 - '70;
- Cămin de studenți, situat lângă Opera Națională, realizat în perioada anilor '60 - '70;
- Institutul Politehnic București - Facultatea de Electrotehnică și Facultatea de Mecanică;
- Bloc de garsoniere în complexul studențesc din ansamblul Politehnicii;
- Bloc de locuințe str. Maria Rosetti (realizat înainte de cutremurul din 1977);
- Ansamblul de locuințe în Băneasa, realizat după 1977;
- Bloc de locuințe în Piața Rosetti, realizat după 1977;
- Ansamblul de locuințe Electronicii - Pipera, realizat după 1980;
- Bloc de locuințe pe Bulevardul Armata Poporului-Uverturii;
- Latura Izvor-Nord a clădirii Palatului Parlamentului;
- Primăria din Reșița;

## Distincții
- 1945 - Decorația „Ordinul Muncii” cls. III, alături de arhitectul Octav Doicescu și Nicolae Cucu, înmânată de Petru Groza la terminarea Teatrului de Operă și Balet.[1][3]